# Calaxius mimasensis
Calaxius mimasensis är en kräftdjursart som först beskrevs av Sakai 1967.  Calaxius mimasensis ingår i släktet Calaxius och familjen Axiidae. Inga underarter finns listade i Catalogue of Life.